# Ногава, Сакура
Сакура Ногава (яп. 野川 さくら Ногава Сакура) — сэйю, родилась в префектуре Айти, Японии 1 марта, 1978 года.

## Биография
Родилась в префектуре Айти. Окончила Yoyogi Animation Academy по специальности сэйю, после чего проявила свои таланты в таких областях, как работа сэйю, певца и радиоведущего. Помимо этого выступала в роли айдола. Как певец дебютировала в 2001 году с синглом «Соёкадзэ но Рондо». Озвучивала Нэму Асакуру из D.C. ~Da Capo~, Каори из Azumanga Daioh и множество других популярных персонажей. Также она исполняла множество аниме-песен, таких, как закрывающая тема Strike Witches 2 и открывающая тема Final Approach. С августа 2013 года по сентябрь 2014 года актриса прерывала свою деятельность в связи с проблемами со здоровьем. 20 сентября 2014 года актриса возобновила свою деятельность  и начала работу над Штурмовыми Ведьмами.

## Значимые роли
- Сатока Татикава в Gate Keepers 21
- Сихо в My-Otome
- Сихо Мунаката в My-HiME
- Сидр в King of Bandit Jing
- Каори в Azumanga Daioh
- Нэму Асакура в D.C. ~Da Capo~
- Хинаитиго в Rozen Maiden
- Сидзука Масуда в Final Approach
- Цубоми Окувака в Strawberry Panic!
- Миша в Ar tonelico
- Гэнгоро в Ar tonelico II
- Аки-тян в RockMan.EXE (MegaMan NT Warrior)
- Рэй в Ray the Animation
- Кунуги-тан в Binchō-tan
- Цубаса в Angel Tales
- Мидзуки Сакаки в Lovedol ~Lovely Idol~
- Митико Таканэ в Otome wa Boku ni Koishiteru
- Сайси в Samurai Deeper Kyo
- Аюми Мамия в Magikano
- Руна Эдомаэ в Seto no Hanayome
- Тяко Хасэгава в Cosplay Complex
- Эрика Хартманн в Strike Witches

## Дискография

### Синглы
- 2001-08-01: Soyokaze no Rondo
- 2002-01-26: Heart no Puzzle
- 2002-08-07: Hoshi no Furu Oka
- 2003-07-24: SAKURA Magic ~shiawase ni narou~
- 2004-10-27: Kimiiro Palette — TV аниме Final Approach (вступительная заставка)
- 2004-12-01: Joyeux Noël ~seinaru yoru no okurimono~
- 2006-01-25: Motto! — TV аниме Magikano заставка
- 2006-10-04: Dual Love on the planet ~Hanoka~ — TV аниме Hanoka заставка
- 2006-11-? : Install Your Heart — TV аниме Mega Man Star Force заставка

### Альбомы
- 2003-02-05: SAITA
- 2004-03-01: U.La.Ra
- 2005-03-24: PoTeChi
- 2005-08-03: Cherries
- 2006-04-12: Tenohira no naka no Lupica